# Championnat de Montréal
Le Championnat de Montréal est un tournoi annuel de golf du circuit Champions Tour (associé au PGA Tour) qui se tient dans la région de Montréal de l'été 2010 à 2014.

## Description
Le Championnat de Montréal, une compétition de 54 trous, met en vedette 78 golfeurs renommés du
Champions Tour qui s’affrontent, au Club de golf Fontainebleau de Blainville (au nord de Montréal) pour sa première édition. Il est prévu que la présentation du tournoi se fait dans la région de Montréal pour les trois premières années, avec une option pour prolonger le tout de deux années supplémentaires. La firme montréalaise Synchro Sports prend en charge l’organisation et la promotion du tournoi. 
Le tournoi bénéficie de la participation du Gouvernement du Canada et du Gouvernement du Québec, qui ont respectivement accordé 2,35 millions $ et 2,25 millions $ sur trois ans à l'événement. Tourisme Montréal est aussi un partenaire de l'événement.

## Vainqueurs
| Année | Vainqueur         | Score        | Au par | Avance  | Deuxième      | Dotation ($) |
| ----- | ----------------- | ------------ | ------ | ------- | ------------- | ------------ |
| 2014  | Wes Short, Jr.    | 69-68-64=201 | −15    | 1 coup  | Scott Dunlap  | 1,600,000    |
| 2013  | Esteban Toledo    | 73-69-69=211 | −5     | Playoff | Kenny Perry   | 1,600,000    |
| 2012  | Mark Calcavecchia | 69-67-64=200 | −16    | 4 coups | Brad Bryant   | 1,800,000    |
| 2011  | John Cook         | 63-66-66=195 | −21    | 3 coups | Lu Chien-soon | 1,800,000    |
| 2010  | Larry Mize        | 67-68-64=199 | −17    | 1 coup  | John Cook     | 1,800,000    |

## Sources
- Site web officiel
- Site web RDS